# 伊万·迈斯基

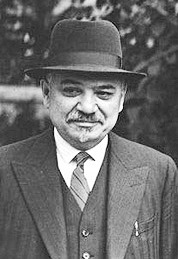
伊万·迈斯基

伊万·米哈伊洛维奇·迈斯基（俄语：Ива́н Миха́йлович Ма́йский；1884年1月19日—1975年9月3日），苏联外交官、历史学家和政治家，第二次世界大战期间担任苏联驻英国的大使。

## 生平
迈斯基生于俄罗斯帝国基里洛夫波兰犹太人家庭，曾因参与革命活动被大学开除、流放西伯利亚，后逃往西欧，1903年加入俄国社会民主工党孟什维克，1912年定居英国伦敦，与契切林和李维诺夫结识。1917年俄国十月革命时回国，在萨马拉的宪法制定议会议员委员会政府担任劳工部长。1921年加入俄罗斯共产党（布尔什维克），后进入外交领域工作，1927年至1929年赴苏联驻日本大使馆工作，1929年赴芬兰工作，签署《苏芬互不侵犯条约》。1932年至1943年担任苏联驻英国全权大使，1941年与波兰总理签署《西科尔斯基-迈斯基协定》。1943年至1946年担任副外交人民委员，期间参与雅尔塔会议和波茨坦会议。1953年2月遭逮捕，因刑法第58条遭起诉，贝利亚亲自使用铁链和鞭子参与审讯，要求迈斯基承认他为外国情报部门服务。1955年获释。1960年获平反。1966年给勃列日涅夫写信反对为斯大林平反。